# Jakub Kornacki
Jakub Kornacki (ur. 1974 w Lublinie) – polski aktor filmowy i teatralny, a także reżyser teatralny.

## Życiorys
Absolwent Państwowej Wyższej Szkoły Teatralnej w Krakowie (1997). Dyplom obronił dwa lata później.
W czasach licealnych był aktorem lubelskiego Teatru Panopticum. W latach 1997–2002 aktor w Teatrze współczesnym w Szczecinie. W tym samym czasie udzielał się również w Piwnicy przy Krypcie oraz Operze na Zamku.
Od 2002 roku solista Teatru Muzycznego w Gdyni, a także wykładowca Studium Wokalno-Aktorskiego przy teatrze.
Lider założonego w 2011 roku zespołu Kanaan, z którym w 2013 roku zdobył Nagrodę Publiczności oraz Nagrodę Jurorów na konkursie Debiutów w Dobrym Miejscu w Warszawie. Druga płyta Kuby Kornackiego została wydana nakładem edycji św. Pawła.13 kwietnia 2018 w klubie Hybrydy będzie miała miejsce premiera albumu „Trzy Sny”.

## Dyskografia
- „TATO” – 2013[5]
- „TRZY SNY” – 2018[6]

## Filmografia
- 1997 – 2009 – Klan (Jędrzej Jarzębski)
- 2003 – 2004 – Lokatorzy (różne role)
- 2006 – Egzamin z życia (Bodek, brat Tomasza)
- 2006 – Kryminalni (Waldi)
- 2007 – Sąsiedzi (Śliwiak, mąż Karoliny)
- 2013 – Prawo Agaty – pracownik ośrodka adopcyjnego (odc. 53)
- 2014 – Lekarze – sierżant Kowalski (odc. 55)
- 2015 – Na dobre i na złe (policjant odc. 611-)